# (1100) Arnica
(1100) Arnica ist ein Asteroid des äußeren Hauptgürtels, der am 22. September 1928 vom deutschen Astronomen Karl Wilhelm Reinmuth an der Landessternwarte Heidelberg-Königstuhl bei einer Helligkeit von 13,8 mag entdeckt wurde. Nachträglich konnte der Asteroid bereits auf Aufnahmen gefunden werden, die am 14. Dezember 1904 und von September bis November 1918 am gleichen Ort gemacht worden waren.
Der Asteroid wurde benannt nach einer Pflanzengattung aus der Familie der Korbblütler, darunter einige mit leuchtend gelben Zungenblüten.
(1100) Arnica ist ein Mitglied der Koronis-Familie, einer Gruppe von Asteroiden, die durch Absplitterungen von (158) Koronis entstanden.

## Wissenschaftliche Auswertung
Eine Auswertung von Beobachtungen durch das Projekt NEOWISE im nahen Infrarot führte 2011 zu vorläufigen Werten für den Durchmesser und die Albedo im sichtbaren Bereich von 17,2 km bzw. 0,24. Nach neuen Messungen mit NEOWISE wurden die Werte 2014 auf 16,9 km bzw. 0,25 geändert.
Photometrische Beobachtungen von (1100) Arnica fanden erstmals statt am 24. November 1973 und 8. Februar 1975 am Observatorium Kvistaberg in Schweden. Dabei konnte aber keine Veränderlichkeit der Helligkeit festgestellt werden. Nach neuen Beobachtungen vom 12. bis 14. Januar 1999 am Mauna-Kea-Observatorium auf Hawaiʻi sowie vom 22. November 2003 bis 26. Januar 2004 am Whitin Observatory in Massachusetts und am Santana Observatory in Kalifornien wurde zunächst eine Rotationsperiode von 29,07 h abgeleitet. Die Einbeziehung weiterer Daten von 2007 ergab aber, dass der korrekte Wert nur halb so groß, nämlich 14,535 h ist.
Eine Durchmusterung im Rahmen der intermediate Palomar Transient Factory (iPTF) am Palomar-Observatorium in Kalifornien im Januar und Februar 2014 ermöglichte die Bestimmung der Rotationsperiode von (1100) Arnica zu etwa 14,6 h. Eine Auswertung der Daten des Asteroid Terrestrial-impact Last Alert System (ATLAS) aus den Jahren 2015 bis 2018 führte zu einer Rotationsperiode von 14,533 h, darüber hinaus konnte eine taxonomische Zuordnung mit einer Wahrscheinlichkeit von 18 % für einen C-Typ und 82 % für einen S-Typ angegeben werden.
Photometrische Beobachtungen des Asteroiden zwischen September 2007 und Januar 2014 an verschiedenen Observatorien, wie dem Whitin Observatory, dem Santana Observatory, dem Cerro Tololo Inter-American Observatory in Chile sowie dem Siding-Spring-Observatorium in Australien, ermöglichten in einer Untersuchung von 2023 eine Bestimmung der Rotationsperiode zu 14,533 h. Darüber hinaus konnten für ein Gestaltmodell auch zwei alternative Positionen der Rotationsachse mit prograder Rotation und eine Periode von 14,53191 h errechnet werden.

## Asteroidenpaar
(1100) Arnica bildet mit dem Asteroiden (1079) Mimosa ein quasi-complanares Asteroidenpaar. Sie besitzen sehr ähnliche Bahnelemente und bewegen sich nahezu in der gleichen Bahnebene, allerdings sind ihre Apsidenlinien deutlich gegeneinander verdreht. (1079) Mimosa besitzt eine geringfügig kürzere Umlaufzeit um die Sonne als (1100) Arnica, so dass sie diese etwa alle 385 Jahre überholt. Für einen Zeitraum von etwa 18 Jahren führen die beiden Asteroiden dann als Quasisatelliten eine Pendelbewegung umeinander aus, allerdings ohne gravitativ aneinander gebunden zu sein, bevor sie sich wieder voneinander entfernen. In den 1000 Jahren um die derzeitige Epoche herum kommen sich die beiden Körper aber nicht näher als 1 Mio. km.